# 堀優衣
堀 優衣（ほり ゆい、2000年10月12日 - ）は、日本の女性歌手。「THEカラオケ★バトル」優勝12回(番組最多優勝記録)。栃木県足利市出身。

## 略歴・人物
詩吟の指導者であった祖父の影響で、幼少時から歌に親しんできた。小学1年生の頃から足利市の健康ランドで演歌を披露し始め、小学4年生からおおた芸術学校合唱部門に参加した。ぐんま国際アカデミー初等部・中等部・高等部を経て、慶應義塾大学環境情報学部に進学。
YouTubeに投稿した動画がテレビ制作会社の目に留まったのをきっかけに『THEカラオケ★バトル』（テレビ東京）のU-18（18歳以下）「歌うま甲子園」2014年7月30日放送分に初出場し優勝。以降、同番組に出場を重ね、2016年に春のグランプリで優勝、2017年・2018年の年間チャンピオン決定戦でも優勝した。同番組では『最強高校生』として知られた。
同番組内で2014年に設定された「U-18四天王」の初期メンバーで、同番組の春のグランプリ、年間チャンピオン決定戦の決勝戦進出者である「トップ7」（2016年3月までは「トップ6」）に最初期から名を連ねる。また「弱気になる自分自身がライバル」「相手の得点より自分自身を信じるだけ」「魔物は自分で作っているものだと思っている」等、番組内で様々な名言を述べている。いつも挑戦する気持ちで戦いに挑んでおり、U-18を卒業する前に10冠を取ることを目標としていた。2019年4月に慶應義塾大学環境情報学部に入学。同年9月29日に放送された全日本大学生歌うま王決定戦で優勝し、10冠を達成した。また2021年2月21日に放送された超絶ハーモニー連発・最強デュエット王決定戦で優勝し、史上最多の11冠を達成。さらに、同年7月11日に放送された2021
夏のグランプリでも優勝し、12冠を達成した。
2016年8月、群馬県警察の沼田警察署で、2017年12月には群馬県警察の太田警察署でそれぞれ一日署長を務めた。
2016年11月1日に栃木県足利市の「あしかが輝き大使」、2017年3月25日に群馬県太田市の「おおたPR大使」、2018年12月1日に栃木県佐野市の「佐野ふるさと特使」、2019年9月4日に栃木県の「とちぎ未来大使」にそれぞれ任命された。2021年3月28日、東京オリンピックの聖火リレーの栃木県区間の出発セレモニーで県民の歌を独唱、2022年2月6日には足利市制100周年記念式典で国歌を独唱した。

## 出演

### テレビ
- 『THEカラオケ★バトル』（テレビ東京系）

#### 成績
- 2017年
  - 春のグランプリ4時間スペシャル 予選1位通過・トップ7（4期連続）
  - U-18歌うま甲子園夏の頂上決戦 予選敗退
  - 年間チャンピオン決定戦 優勝・トップ7（5期連続）
  - U-18最強決定戦 3位
- 2018年
  - 春のグランプリ4時間スペシャル 予選1位通過・トップ7（6期連続）
  - U-18歌うま甲子園夏の頂上決戦 優勝 予選・決勝100点【8冠】
  - 年間チャンピオン決定戦 優勝 ※連覇
- 2022年
  - 青春アカペラ甲子園! 全国ハモネプリーグ 大学日本一決定戦　（慶應義塾大学）

### 舞台
- Live Entertainment Show 〜You＆I〜 （2025年9月15日〈予定〉、I'M A SHOW）[13]

## ライブ・イベント
| 出演日        | タイトル                           | 会場                           | 脚注   |
| ------------- | ---------------------------------- | ------------------------------ | ------ |
| 2017年7月7日  | ナナナのバースデーパーティー       | 六本木グランドタワー（東京都） | [ 14 ] |
| 2022年1月23日 | THEカラオケ★バトルコンサート2022   | LINE CUBE SHIBUYA（東京都）    | [ 15 ] |
| 2022年10月9日 | いちご一会とちぎ国体ライブステージ | 栃木県総合運動公園（栃木県）   | [ 16 ] |

### YouTube
- クマーバチャンネル（童謡歌手）

## 作品

### シングル
- ねがいうた/好きになった人（2012年9月9日発売）
- 母ゆずり/ひとかけらの青春（2014年12月11日発売。MAB-1274）[17]

### 参加作品
- テレビ東京系『THEカラオケ★バトル BEST ALBUM』（2016年12月21日発売。PCCA-04463）[18]
  - M-1「Over and Over 〜夢は終わらない」（K★Bオールスターズ）
  - M-7「君をのせて」（井上あずみのカバー）
- テレビ東京系『THEカラオケ★バトル BEST ALBUM II』（2017年8月2日発売。PCCA-04545）[19][20][21]
  - M-3「さよならのオーシャン」（杉山清貴のカバー）
  - M-9「Over and Over 〜夢は終わらない」（合唱ver）- K★Bオールスターズ（城南海、RiRiKA、翠千賀、宮本美季、堀優衣、佐々木麻衣、佐久間彩加、鈴木杏奈、竹野留里）
  - M-10「ナナナ音頭」（堀優衣、佐々木麻衣、鈴木杏奈、竹野留里）
- テレビ東京系『THEカラオケ★バトル BEST ALBUM III』（2017年12月20日 PCCA-0460）[22][23]
  - M-1 Wonder Voice / K★Bオールスターズ
  - M-3 Woman“Wの悲劇”より
  - M-9 私（オリジナル新曲）